# Tio små negerpojkar (ramsa)
Tio små negerpojkar är en barnvisa som härstammar från USA. Den första kända varianten skrevs ursprungligen av sångaren Septimus Winner år 1868 och hette då Ten little Injuns. Senare skrevs texten om i ett antal versioner varav Ten little Indians har blivit den mest kända i anglosaxisk kultur. Visan sjungs vanligen till tonerna av den irländska folksången Michael Finnegan. Visan är officiellt registrerad i Roud Folk Song Index (Roud 13512).
Efter att Agatha Christies roman Ten Little Niggers från 1939 filmatiserades år 1945, och lanserades i Sverige 1940 under titeln Tio små negerpojkar, översattes sången även till svenska. Den svenska titeln ändrades i och med 2007 års nyutgåva till Och så var de bara en (efter den amerikanska titeln "And Then There Were None").

## Versioner

### Amerikanskt ur-original av Septimus WinnerTen Little Injuns
Ten little Injuns standin' in a line,
One toddled home and then there were nine;
Nine little Injuns swingin' on a gate,
One tumbled off and then there were eight.
One little, two little, three little, four little, five little Injun boys,
Six little, seven little, eight little, nine little, ten little Injun boys.
Eight little Injuns gayest under heav'n.
One went to sleep and then there were seven;
Seven little Injuns cuttin' up their tricks,
One broke his neck and then there were six.
Six little Injuns all alive,
One kicked the bucket and then there were five;
Five little Injuns on a cellar door,
One tumbled in and then there were four.
Four little Injuns up on a spree,
One got fuddled and then there were three;
Three little Injuns out on a canoe,
One tumbled overboard and then there were two.
Two little Injuns foolin' with a gun,
One shot t'other and then there was one;
One little Injun livin' all alone,
He got married and then there were none.

### Senare derivat (texten som översattes till svenska)
Ten little Indian boys went out to dine;
One choked his little self and then there were nine.
Nine little Indian boys sat up very late;
One overslept himself and then there were eight.
Eight little Indian boys travelling in Devon;
One said he'd stay there and then there were seven.
Seven little Indian boys chopping up sticks;
One chopped himself in half and then there were six.
Six little Indian boys playing with a hive;
A bumblebee stung one and then there were five.
Five little Indian boys going in for law;
One got in Chancery and then there were four.
Four little Indian boys going out to sea;
A red herring swallowed one and then there were three.
Three little Indian boys walking in the zoo;
A big bear hugged one and then there were two.
Two Little Indian boys sitting in the sun;
One got frizzled up and then there was one.
One little Indian boy left all alone;
He went out and hanged himself and then there were none.

### Vanligaste versionen
Följande variant anses vara "public domain":
One little, two little, three little Indians
Four little, five little, six little Indians
Seven little, eight little, nine little Indians
Ten little Indian boys.
Ten little, nine little, eight little Indians
Seven little, six little, five little Indians
Four little, three little, two little Indians
One little Indian boy.

### Variant (också engelska)
Ten little niggers was going out to dine, one choke his little self and then there were nine
Nine little niggers sat up very late, one overslept and then there were eight
Eight little niggers, travelling in Devon - one said "I'll stay", and then there were seven
Seven little niggers chopping up sticks, one choppes himself in halves and then there were six
Six little niggers playing with a hive, a bumbelbee stung one and then there were five
Five little niggers was going in for law, one got chancery and then there were four
Four little niggers looked at the sea, a red herring swallowed one and then there were three
Three little niggers was playing at the zoo, a big bear hugged one and then there were two
Two little niggers, sitting in the sun - one got frizzled up and then there were one
One little nigger boy, all others gone - he went hanged himself, and then there were none

### På svenska
Tio små negerpojkar åt supé i Rio, en satte i halsen så blev det bara nio
Nio små negerpojkar sov utan måtta, en försov sig så blev det bara åtta
Åtta små negerpojkar sa "Vi reser nu!" - en stanna' kvar, så blev det bara sju
Sju små negerpojkar skulle baka kex, en högg ved till baket, så blev det bara sex
Sex små negerpojkar ville åka hem, ett bi stack den ena så blev det bara fem
Fem små negerpojkar retade en myra, myran bet den ena så blev det bara fyra
Fyra små negerpojkar havet ville se, en anka slök den ena så blev det bara tre
Tre små negerpojkar i skogen ville gå, en björn tog en så blev det bara två
Två små negerpojkar satt i solens sken, en vart ihjälstekt så blev det bara en
En liten negerpojke ensammen var, han gick och hängde sig och så blev det ingen  kvar.
En modernare svensk tappning finns även, som då inleds med "Tio små negerpojkar skulle gå på bio. Men en stanna hemma, så då var de bara nio".

### På danska
I Danmark återfinns samma melodi med 10 cyklister.
Ti små cyklister kom til en cykelsti - én kørte udenfor, og så var der ni.
Ni små cyklister flot hen ad gaden trådte - ens bremser virked' ej - og så var der otte.
Otte små cyklisters skræk var en cykeltyv - én havde ikke lås - og så var der syv.
Syv små cyklister gør en chauffør perpleks - én viste ikke af - og så var der seks
Seks små cyklister kom til en lyskurv frem - én kørte frem for gult - og så var der fem.
Fem små cyklister er ude for at svir' - én leged' akrobat - og så var der fir'.
Fire små cyklister skal færdselsskiltet se - én tænkte: pyt med det - og så var der tre.
Tre små cyklister kør' på så mørk en bro - én uden lygte på - og så var der to.
To små cyklister bør bruge deres ben - én hængte i en bil - og så var der én.
Én lille, kæk cyklist "borte" tog de ni. Han kørte helt korrekt, så ham ka' vi li'!
Der var én, der var to, der var tre, der var fir', der var fem', der blev til grin.
der var seks, der var syv, der var otte, der var ni, men den tiende var fin.